# 共生
共生（英語：Symbiosis）一詞在英文或是希臘文，字面意義就是「共同」和「生活」，這是兩生物體之間生活在一起的交互作用，甚至包含不相似的生物體之間的吞噬行為。術語「宿主」通常被用來指共生關係中較大的成員，較小者稱為「共生體」。共生依照位置可以分為外共生、內共生，就外共生而言，共生體生活在宿主的表面，包括消化道的內表面或是外分泌腺體的導管；而在內共生，共生體生活在宿主的細胞內或是個體身體內部但是在細胞外都有可能，而20世紀末的科學家研究結果推測，細胞內域名為了此事件簿的葉綠體和粒線體間隙也可能是內共生的形式之一。
美國微生物學家瑪葛莉絲（L. Margulis）深信共生是生物演化的機制，她說：「大自然的本性就厭惡任何生物獨佔世界的現象，所以地球上絕對不會有單獨存在的生物。」而依照對共生關係的生物體利弊關係而言，共生又可依照以下幾種形式的共生關係分類：
- 寄生：一种生物寄附于另一种生物身体内部或表面，利用被寄附的生物的养分生存（+ -）
- 捕食：一种生物捕食另一种生物，利用被捕食的生物作食物而生存（+ -）
- 互利共生：共生的生物體成員彼此都得到好處（+ +）
- 竞争共生（竞争）：双方都受损（- -）
- 偏利共生：對其中一方生物體有益，卻對另一方沒有影響（+ 0）
- 偏害共生：對其中一方生物體有害，對其他共生線的成員則沒有影響（- 0）
- 无关共生：双方都无益无损（0 0）

## 互利共生的例子

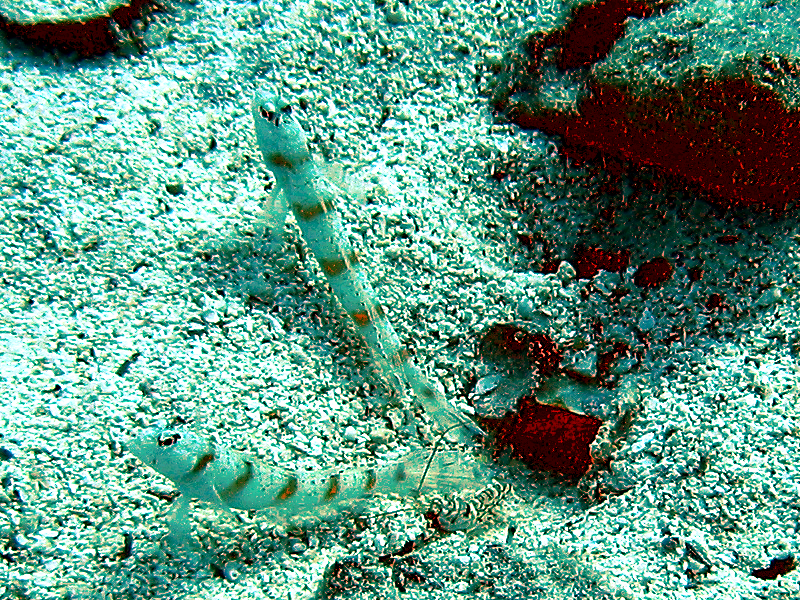
兩條蝦虎魚在槍蝦的洞穴外偵測敵人，一隻槍蝦則正在挖洞

- 小丑魚（genus Amphiprion, family Pomacentridae）居住在海葵的觸手之間，這些魚可以使海葵免於被其他魚類食用，而海葵有刺絲胞的觸手，可使小丑魚免於被掠食，而小丑魚本身則會分泌一種黏液在身體表面，保護自己不被海葵傷害。
- 一些寄居蟹會將海葵揹於殼上。寄居蟹可利用海葵的有毒觸手保護自己，免於被其天敵如章魚獵食，同時又有偽裝作用；海葵即可藉著寄居蟹的活動能力改變環境，並攝取浮游生物為食。有時，一隻寄居蟹甚至可以揹著數隻海葵活動。

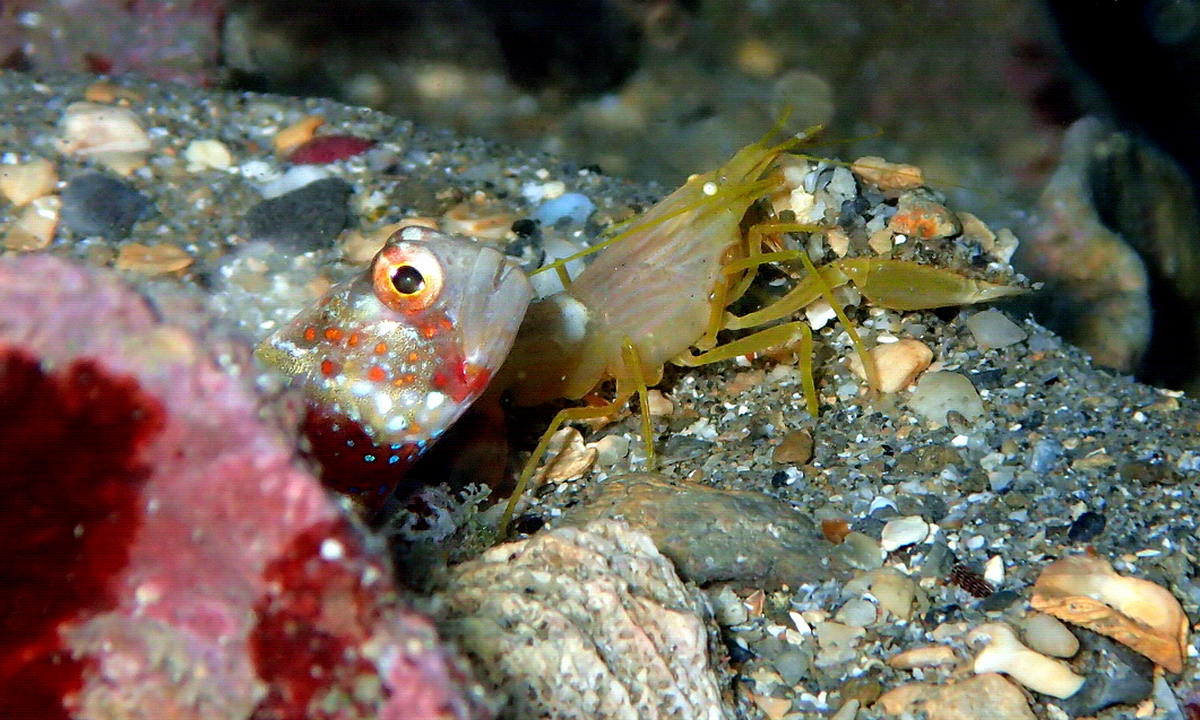
紅紋鈍塘鱧（Amblyeleotris wheeleri，又叫做威氏鈍塘鱧）與一尾槍蝦。在這張相片中，槍蝦正在將碎石從牠所挖掘可供牠與蝦虎魚棲身的洞穴中推到洞穴外。 由於槍蝦的視力很差，紅紋鈍塘鱧便負責擔任起警戒的工作，只要一察覺潛在的威脅靠近，紅紋鈍塘鱧會立即擺動尾鰭通知牠的夥伴槍蝦儘快躲進洞穴中。

- 紅紋鈍塘鱧（Amblyeleotris wheeleri，又叫做威氏鈍塘鱧）與一尾槍蝦。在這張相片中，槍蝦正在將碎石從牠所挖掘可供牠與蝦虎魚棲身的洞穴中推到洞穴外。 由於槍蝦的視力很差，紅紋鈍塘鱧便負責擔任起警戒的工作，只要一察覺潛在的威脅靠近，紅紋鈍塘鱧會立即擺動尾鰭通知牠的夥伴槍蝦儘快躲進洞穴中。一些 鰕虎魚 種類，可和槍蝦類形成共生。蝦子會在沙中挖掘洞穴並且清理它，這兩種生物就居住在這個洞穴裡面，蝦子幾乎是全盲而因此若在地面（水中的地面），有天敵的狀況下會變得非常脆弱，在危急的情況下鰕虎魚用尾巴碰觸蝦，以警告牠們身處危險之中，隨後兩種生物都會迅速退回洞穴中保護自己。
- 在陸地環境，有一種鳥以擅長捕食鱷魚身上的寄生蟲而出名，而鱷魚也歡迎鳥類在身上尋找寄生蟲、甚至張大口顎以利鳥兒安全地至鱷魚口中覓食，對鳥來說，這不僅是現成的食物來源，也是一個很安全的環境，因為許多掠食者不敢在鱷魚身邊攻擊這些鳥類。
- 螞蟻會跟蚜蟲共存，因為蚜蟲就像是螞蟻的乳牛一樣會分泌甜甜的蜜露供螞蟻食用，螞蟻也會為了得到蚜蟲的蜜露幫蚜蟲趕走天敵。
- 從三疊紀的珊瑚化石中發現，珊瑚的珊瑚蟲動物與藻類植物的合作共生模式，珊瑚蟲釋放銨離子成為藻類養分，藻類進行光合作用提供珊瑚生態系統的珊瑚蟲與魚類等動物營養，不同種類顏色的藻類也使珊瑚外觀呈現多彩繽紛的顏色。當海水暖化時，藻類離開珊瑚中斷共生體系，長期缺乏營養的珊瑚蟲死亡形成珊瑚白化。[1]

## 片利共生的例子
- 印首魚會利用頭部的吸盤狀構造，吸附在其他的魚類表面，但是不造成傷害，藉著被附著的個體的活動而行於水中。
- 一些植物或是蕨類，例如鳥巢蕨（又稱做山蘇花）會附生在其他的植物上，特別是大樹上較為平坦的一小塊區域都是它們選擇附生的所在。